# 何笑妍
何笑妍（Ho Siu In, Jenny，1991年7月2日—），香港女子劍擊運動員。

## 簡歷
2014年9月，何笑妍代表中國香港參加南韓仁川舉行的亞運會劍擊比賽，與歐倩瑩、林衍蕙和張藝馨合作贏得女子佩劍團體賽銅牌。